# مورکوویتس-سلیژانی
مورکوویتس-سلیژانی (به چکی: Morkovice-Slížany) یک منطقهٔ مسکونی و شهرستان دارای شهرک سابقاً روستا در جمهوری چک است که در ناحیه کرومیریژ واقع شده‌است. مورکوویتس-سلیژانی ۲٬۸۷۴ نفر جمعیت دارد.